# Holstein-Primakoff-Boson
Holstein-Primakoff-Bosonen bzw. die Holstein-Primakoff-Transformation sind eine Methode, um Spins zu beschreiben.
Die Methode stammt von Henry Primakoff und Theodore Holstein.
Hierbei werden die Spinoperatoren folgendermaßen durch bosonische Erzeugungs- und Vernichtungsoperatoren ersetzt:
{\displaystyle S_{+}=\left({\sqrt {2S-b^{\dagger }b}}\right)b}
{\displaystyle S_{-}=b^{\dagger }{\sqrt {2S-b^{\dagger }b}}}
{\displaystyle S_{z}=S-b^{\dagger }b}
Wie man leicht zeigt, genügen die so definierten Operatoren der Drehimpulsalgebra {\displaystyle [S_{i},S_{j}]=i\epsilon _{ijk}S_{k}}.
Die Holstein-Primakoff-Darstellung wird unter anderem in der Theorie der Spinwellen verwendet, hier betrachtet man oft den Grenzfall kleiner Bosonenzahl, {\displaystyle b^{\dagger }b\ll S}, in dem die Wurzeln entwickelt werden können.
Daneben gibt es noch weitere Methoden, Drehimpulsoperatoren auf Bosonen-Erzeugungs- und Vernichtungsoperatoren abzubilden (Schwinger-Bosonisierung, Dyson-Maleev-Darstellung).